# 혜월당 승탑비
혜월당 승탑비
정혜사(定慧寺: 충남 청양군 장평면 상지길 165-10)에 유일한 비가 있는데, 이 비를 채문한 결과 혜월당의 승탑비임을 밝히며, 현 승탑은 명문이 없고 승탑의 도난으로 혜월당의 승탑이라 할 수 없다.
∘승탑비 우편 명문
(行表忠院長兼八道禪敎兩宗華嚴講主國一都大禪師登階尊者慧月堂禪諱演和 西山下八世孫表忠院長松月堂弟子也 嘉慶二十乙亥十一建塔立碑)
행표충원장겸팔도선교양종화엄강주국일도대선사등계존자혜월당선휘연화 서산하팔세손표충원장송월당제자야
가경이십을해11월건탑입비
비문에 따르면 이비는 ‘표충원장겸 팔도선교양종화엄강주국 일도대선사에 오른 불제자(佛弟子) 혜월당은 법명이 연화이고, 혜월당은 서산대사 8세손인 표충원장 송월당의 제자이다. 혜월당의 건탑입비가 1815년 11월에 수립하였다.’ 고 명문이 확연하다.

∘승탑비 좌편 명문
贊襄主一  屠僧孝元 (찬양주일 도승효원)
큰스님께서 돌아가신 해에 치적을 하나로 모았습니다.
六訓勝活  三寶道鑑 (육훈승활 삼보도감)
삼보 이치의 길이 여섯 제자의 가르침으로 거듭 태어나셨습니다.
脫永日詳  持事敬洽 (탈영일상 지사경흡)
제자들은 흡족하여 공경하며 종일 분명하게 해탈을 합니다
敎 上佐 三綱 (교  상좌  삼강)
하여 큰스님의 제자 승직 일동

肯閑(긍한)  炔聰(계총)
性還(성환)  永聞(영문)
信祐(신우)  敬天(경천)

참고문헌)

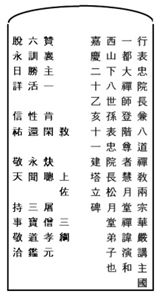
혜월당 승탑비 채문

청양 정혜사 유적문화 답사 및 고찰기(칠갑문화. 2023. 윤경수)